# Pêro Moniz
Pêro Moniz is een plaats (freguesia) in de Portugese gemeente Cadaval en telt 644 inwoners (2001).